# Batzlower Mühlenfließ - Büchnitztal
Batzlower Mühlenfließ - Büchnitztal este o arie protejată (sit de importanță comunitară — SCI) din Germania întinsă pe o suprafață de 289,94 ha, integral pe uscat.

## Localizare
Centrul sitului Batzlower Mühlenfließ - Büchnitztal este situat la coordonatele 52°38′44″N 14°09′00″E / 52.6456°N 14.15°E.

## Înființare
Situl Batzlower Mühlenfließ - Büchnitztal a fost declarat sit de importanță comunitară în septembrie 2000 pentru a proteja 11 specii de animale.

## Biodiversitate
Situată în ecoregiunea continentală, aria protejată conține 9 habitate naturale: Lacuri eutrofice naturale cu vegetație de tip Magnopotamion sau Hydrocharition, Cursuri de apă de la nivel de câmpie la nivel montan, cu vegetație Ranunculion fluitantis și Callitricho-Batrachion, Pajiști stepice subpanonice, Liziere de ierburi înalte hidrofile de câmpie și de nivel montan până la alpin, Păduri de stejar și carpen Galio-Carpinetum, Păduri pe pante, grohotișuri și ravene de Tilio-Acerion, Păduri aluvionare cu Alnus glutinosa și Fraxinus excelsior (Alno-Padion, Alnion incanae, Salicion albae), Păduri panonice cu Quercus petraea și Carpinus betulus, Păduri de pin din stepa sarmatică.
La baza desemnării sitului se află mai multe specii protejate:
- păsări (6): pescăruș albastru (Alcedo atthis), barză neagră (Ciconia nigra), Grus grus grus, codalb (Haliaeetus albicilla), vultur pescar (Pandion haliaetus), cormoran mare (Phalacrocorax carbo carbo)
- amfibieni (2): buhai de baltă cu burta roșie (Bombina bombina), triton cu creastă (Triturus cristatus)
- mamifere (1): vidră de râu (Lutra lutra)
- nevertebrate (1): Vertigo moulinsiana
- pești (1): zvârluga (Cobitis taenia)

Pe lângă speciile protejate, pe teritoriul sitului au mai fost identificate 12 specii de plante, 4 specii de amfibieni, 1 specie de mamifere, 1 specie de pești, 1 specie de reptile.